# Sentiero delle Ripe
Il Sentiero delle Ripe di Muro Lucano, conosciuto anche come Sentiero delle Ripe e dei Mulini è un sentiero escursionistico, religioso, situato in Basilicata.

## Storia
È una delle più antiche strade del paese e permetteva il collegamento del Pianello (centro storico) con la frazione di Capodigiano, la lunghezza è di oltre un chilometro.
Rientra nel contesto de "I luoghi del Santo" o  "Percorso Gerardino", legati alla figura di san Gerardo Maiella.
Lungo il percorso è presente un ponte medievale risalente all’anno Mille . Un complesso sistema di canalizzazione delle acque ne permetteva lo sfruttamento con i mulini.
Il sentiero fu praticato fino agli inizi del ‘900, abbandonato a seguito della realizzazione del ponte del Pianello, sovrastante il sentiero, uno dei primi ponti in cemento armato costruiti in Italia.
Legate al luogo sono le opere di archeologia industriale denominate “opere Nittiane” legate alla figura di Francesco Saverio Nitti; fanno parte il bacino idroelettrico, oggi dismesso, detto diga Nitti, con il suo complesso sistema di gallerie scavate a mano, tubo piezometrico e centrale idroelettrica, il ponte del Pianello.
Nel 2018 il Sentiero delle Ripe è stato iscritto tra I luoghi del cuore del FAI classificandosi al 2º posto in Basilicata ed al 55º posto nella graduatoria nazionale con 7071 voti.
Sempre nel 2018 è stato candidato al Premio Nazionale del Paesaggio istituito dal MiBAC, per l'edizione 2018/2019.